# Warzen-Breitflügelfledermaus

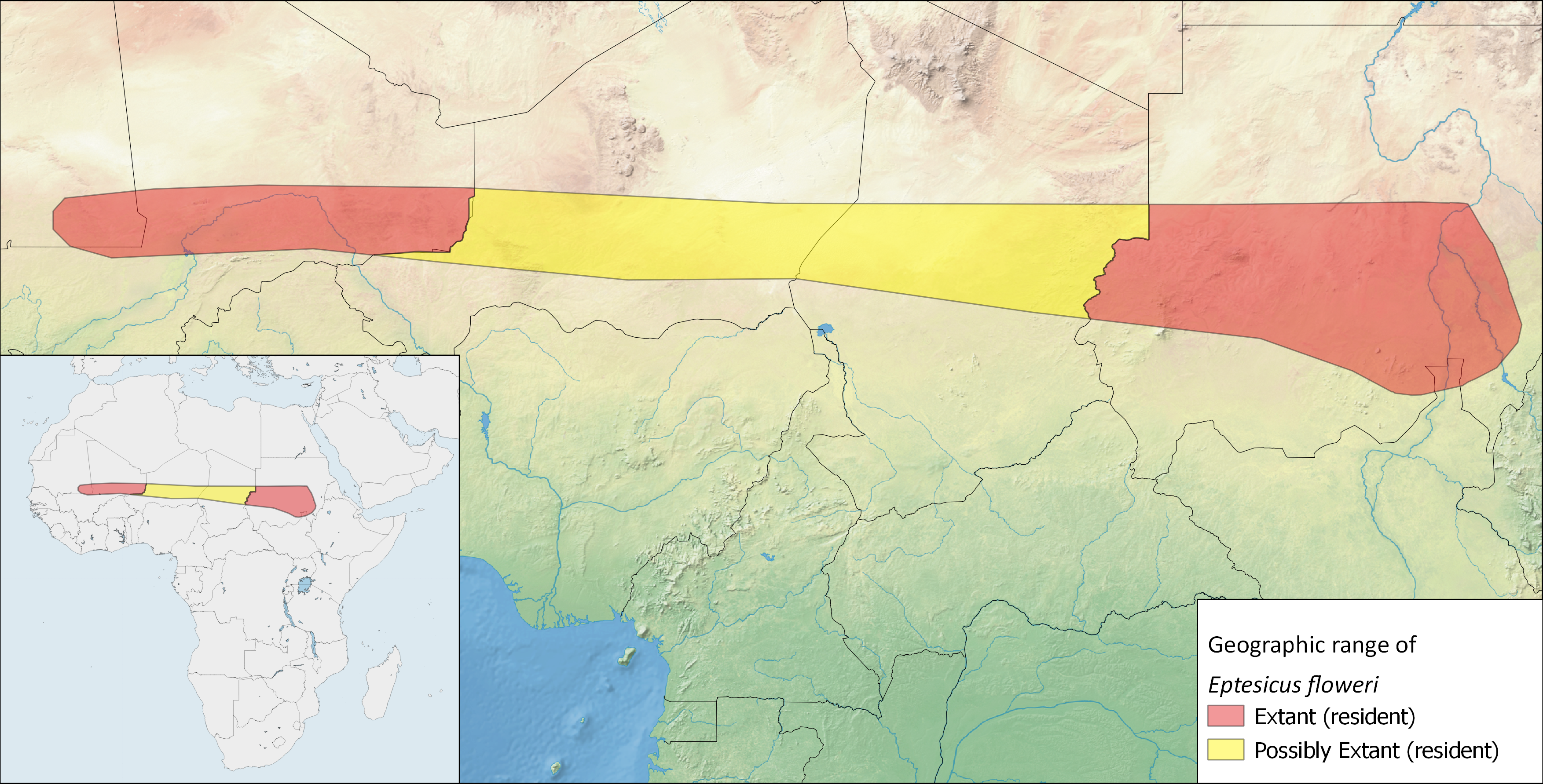
Sicher nachgewiesenes Verbreitungsgebiet (rot) und vermutliche Verbindung der Vorkommen (gelb) der Warzen-Breitflügelfledermaus nach IUCN

Die Warzen-Breitflügelfledermaus (Eptesicus floweri) ist eine Fledermausart der Gattung der Breitflügelfledermäuse, welche in Afrika beheimatet ist. Das Artepitheton ehrt den britischen Zoologen Stanley Smyth Flower.

## Beschreibung
Die Warzen-Breitflügelfledermaus ist die kleinste afrikanische Breitflügelfledermaus, ihre Unterarmlänge beträgt nur etwa 34 bis 38 mm. Die Schnauze und abgerundeten Ohren sind unbehaart und dunkelbraun, die Ohren sind etwa 10 mm lang. Die Flughaut ist hellbraun, der Schwanz ragt kaum aus der Schwanzflughaut heraus. Das Rückenfell ist gelblich-rehfarben bis rötlich braun gefärbt. Auf der Brustseite ist die Färbung am Hals gelbbraun und wird zum Bauch hin hellbraun bis gänzlich weiß. Namensgebend sind verhornte Warzen an den Unterarmen, die bei keiner anderen Breitflügelfledermaus in Afrika vorkommen. Warzen auf Fledermausflügeln sind sonst nur bei Eptesicus nasutus und bei der Afrikanischen Flachkopf-Fledermaus bekannt.

## Lebensweise
Über die Warzen-Breitflügelfledermaus ist wenig bekannt. Sie wurde bisher in Habitaten wie Dornstrauchsavannen oder Trockensavannen, in denen verschiedene Akazienarten vorkommen, gefunden. Der Flug ist langsam, die Nahrung wird in niedriger Höhe in der Umgebung von Akazien gefangen. Sie wurde ebenfalls dabei beobachtet dicht über Wasseroberflächen zu fliegen. Quartiere befinden sich in Akazien, meist im Gummiarabikumbaum nahe der Wurzeln, in der Dämmerung klettern die Tiere an den Ästen nach oben, um von dort aus abzufliegen.

## Verbreitung und Lebensraum
Warzen-Breitflügelfledermäuse wurden bisher nur mit wenigen Exemplaren nachgewiesen, die meisten Funde stammen aus dem Sudan. Weitere einzelne Funde scheinen daraufhin zu deuten, dass die Warzen-Breitflügelfledermaus in der Sahelzone verbreitet ist. Nachweise liegen aus dem Sudan, dem Südsudan, Mali und Mauretanien vor, wobei bei einzelnen Funden aus Mali und Mauretanien auf Grund morphologischer Unterschiede nicht sicher ist, ob es sich um die gleiche Art oder Unterarten handelt. Das Exemplar, welches in Mauretanien gesammelt wurde, wurde ebenfalls in mit Akazien bestanden Savannen gefangen. Der Bestand der Warzen-Breitflügelfledermaus wird von der IUCN wegen der weiten Verbreitung und der Funde in Habitaten, die nicht unmittelbar bedroht sind, als stabil und ungefährdet eingestuft.